# Rudolf Jürgen Bartsch
Rudolf Jürgen Bartsch (* 17. Oktober 1921 in Köslin, Pommern; † 22. Oktober 2000 in Köln, Nordrhein-Westfalen) war ein deutscher Kabarettist, Schauspieler, Hörspielsprecher und Schriftsteller.

## Leben
Rudolf Jürgen Bartsch studierte nach dem Zweiten Weltkrieg Literatur und Theaterwissenschaft an der 1946 wieder errichteten Universität Mainz. Er engagierte sich ab 1948 an Kabarettdarbietungen in Mainz. Bartsch war um 1950 Mitbegründer der Mainzer Zimmerspiele im Haus am Dom.
Bartsch leitete 10 Jahre das Zimmer-Theater in Mainz, das er mit Hanns Dieter Hüsch gründete, und ab 1960 die Theaterabteilung des Verlags Kiepenheuer & Witsch.

## Werke
Für den Hörfunk schrieb er zahlreiche Features zur Kulturgeschichte und Literatur, führte Regie (Hörspiele) und arbeitete als Sprecher (zum Beispiel für 100 Meisterwerke, später 1000 Meisterwerke). Auch in einem der berühmten Paul-Temple-Hörspielen war er zu hören, nämlich 1966 in Paul Temple und der Fall Genf (Regie: Otto Düben).
Sein literarisches Werk besteht aus Erzählungen, Gedichten und zeitkritischen Essays, insbesondere
- Krähenfang (Roman, 1964)
- Im sinkenden Licht (Gedichte und Prosagedichte aus 30 Jahren, postum 2003 veröffentlicht)
- Freigeist und Chamäleon; Plädoyer zu vier Stimmen für Christoph Martin Wieland zur Feier seines 250. Geburtstages (Südwestfunk Baden-Baden 1983, 2 LPs)
- Die schönen Särge. Eine kritische Suite in drei Sätzen über Bücher, Leser, Dichter und ihre Gesellen (zum 100jährigen Bestehen der Stadtbücherei Köln 1991)

## Filmografie (Auswahl)
- 1961: Der Entscheidende Augenblick
- 1968: Mord in Frankfurt
- 1969: Brandstifter
- 1969: Ich bin ein Elefant, Madame
- 1973: Smog
- 1975: PS [TV-Mini-Serie]
- 1984: Blaubart

## Hörspiele (Auswahl)
- 1953: Wolfgang Weyrauch: Mitten im kalten Winter oder Man kann viel, wenn man klein ist, Regie: Bernhard Rübenach (SWF)
- 1961: Rainer Puchert: Das Appartementhaus, Regie: Friedhelm Ortmann (WDR)
- 1964: Peter Weiss: Die Verfolgung und Ermordung Jean Paul Marats, dargestellt durch die Schauspielgruppe des Hospizes zu Charenton unter Anleitung des Herrn de Sade, Regie: Otto Düben (DLF)
- 1966: Francis Durbridge: Paul Temple und der Fall Genf (Norman Wallace), Regie: Otto Düben (Original-Hörspiel, Kriminalhörspiel – WDR)
- 1966: Fred Hoyle: Die schwarze Wolke (Astronomer Royal), Regie: Otto Düben (Hörspielbearbeitung, Science-Fiction-Hörspiel – WDR)
- 1970: Dieter Kühn: Eskalation, Regie: Günther Sauer (WDR)
- 1971: Helmut Heißenbüttel: Was sollen wir überhaupt senden?, Regie: Otto Düben (SDR/SFB)
- 1971: Ror Wolf: Der Chinese am Fenster, Regie: Raoul Wolfgang Schnell (WDR/HR)
- 1972: Ludwig Harig: Darum sorget nicht für den anderen Morgen, denn der morgende Tag wird für das Seine sorgen, Regie: Friedhelm Ortmann (WDR)
- 1973: Dieter Kühn: Rückkopplung, Regie: Raoul Wolfgang Schnell (WDR/SDR)
- 1975: Helmut Heißenbüttel: Nachrichtensperre, Regie: Hans Gerd Krogmann (WDR)
- 1976: Gerhard Rühm: Wintermärchen - Ein Radio-Melodram, Regie: der Autor (WDR)
- 1993: Petra Maria Meyer: Stimmenschriften. Ein philosophisches Würfeln um die akustische Kunst, Regie: Hein Bruehl (WDR)
- 1999: Ken Follett: Die Säulen der Erde – Regie: Leonhard Koppelmann (Hörspielbearbeitung (9 Teile) – WDR)
- 2000: Antonio Tabucchi: Lissabonner Requiem, Regie: Fabian von Freier (WDR)